# Parathrincostoma seyrigi
Parathrincostoma seyrigi är en biart som beskrevs av Blüthgen 1933. Parathrincostoma seyrigi ingår i släktet Parathrincostoma och familjen vägbin. Inga underarter finns listade i Catalogue of Life.